# Галушкин, Александр Юрьевич
Алекса́ндр Ю́рьевич Галушкин (1 марта 1960—22 июля 2014) — российский историк литературы и литературовед, заведующий отделом «Литературное наследство» Института мировой литературы имени А. М. Горького Российской академии наук (ИМЛИ) в 2009—2014 годах.
Печатался с 1976 года. Его научные проекты неоднократно поддерживались российскими и зарубежными фондами (РГНФ, Институт «Открытое общество»-Фонд Сороса, Stifterverband der Deutschen Wissenschaft и другие). Участвовал в конференциях и выступал с лекциями в университетах и колледжах Великобритании, Германии, России, США, Швейцарии; проводил архивные исследования в Великобритании, Германии, Нидерландах, США, Франции.

## Биография
Родился 1 марта 1960 года в Симферополе.
В 1982 году окончил факультет журналистики МГУ им. М. В. Ломоносова.
В 1982—1988 годах был членом Профессионального комитета литераторов при издательстве «Советский писатель», сотрудничал с издательствами «Советский писатель», «Детская литература» и другими. Параллельно вне научных институтов СССР занимался историей и источниковедением русской литературы 1910—1930-х годов (в частности, Е. И. Замятиным). В 1983—1984 годах Галушкин был литературным секретарём В. Б. Шкловского.
С 1988 года — научный сотрудник ИМЛИ РАН, с 1989 года — старший научный сотрудник. С февраля 2009 года заведовал в ИМЛИ Отделом «Литературное наследство».
В 1992—1994 годах Александр Галушкин — главный редактор независимого журнала истории литературы и библиографии «De Visu». С 1999 года — руководитель проекта «Русская литература 1920-х гг. de visu» в Интернете.
В 1997 году защитил в РГГУ кандидатскую диссертацию «Дискуссия о Б. Пильняке и Е. Замятине в контексте литературной политики конца 1920-х — начала 1930-х гг.».
В 2000 году — стипендиат программы «Fulbright Senior Scholar Program» (США), Visiting Scholar в Колумбийском университете (Нью-Йорк). В 2001 году — стипендиат Visiting Research Fellow в Университете Глазго (Великобритания); Forschungsaufenthalt в Рурском Университете (Германия).
Член Американской ассоциации содействия славянским исследованиям (AAASS); член-учредитель Российского библиографического общества (Москва); член Текстологической комиссии ОИФН РАН.
Умер 22 июля 2014 года в Москве. Похоронен на Хованском кладбище (уч. 48в). Книги из личной библиотеки Галушкина были переданы в дар Новой Третьяковке.

## Сочинения
- «Интересна каждая жизнь…». О русской литературе первой трети XX века: Избранные статьи и материалы. — М.: ИМЛИ им. А. М. Горького РАН, 2021.